# Bộ máy nhà nước
Bộ máy nhà nước hay bộ máy chính phủ là các cấu trúc và quy trình liên kết của chính phủ, chẳng hạn như chức năng và trách nhiệm của các bộ phận trong nhánh hành pháp của chính phủ. Thuật ngữ này được sử dụng đặc biệt trong bối cảnh thay đổi các hệ thống hành chính công được thiết lập nơi các yếu tố khác nhau của máy móc  được tạo ra.
Cụm từ "bộ máy của chính phủ" được cho là bắt nguồn từ John Stuart Mill trong tác phẩm Considerations on Representative Government (1861). Thuật ngữ này được Tổng thống Mỹ Franklin D. Roosevelt sử dụng gây chú ý đối với công chúng bởi trong một chương trình phát thanh năm 1934, bình luận về vai trò của Cơ quan Phục hồi Quốc gia (NRA) trong việc cung cấp Thỏa thuận Mới. Một số chính phủ quốc gia, bao gồm cả Úc, Canada, Nam Phi và Vương quốc Anh, đã áp dụng thuật ngữ này trong việc sử dụng chính thức.